# Keith Sullivan
Keith Sullivan (* 5. Mai 1950 in Melbourne, Victoria) ist ein ehemaliger australischer Dartspieler. Er war von 1989 bis 1993 bei der British Darts Organisation (BDO) unter Vertrag.

## Karriere
Sullivan spielte bei drei BDO World Darts Championships. 1991 besiegte er den kommenden Weltmeister Raymond van Barneveld in der ersten Runde, musste sich im Achtelfinale dann aber Alan Warriner geschlagen geben. 1992 bezwang er zunächst Peter Evison mit 3:1 und war dann gegen Rod Harrington im Achtelfinale mit 3:2 unterlegen. 1993 verlor er schließlich das einzige Mal zum Auftakt gegen Bobby George.
Er nahm zudem zwei Mal am prestigeträchtigen Winmau World Masters teil – 1991, als er sein erstes Spiel gegen Dave Kelly verlor 1992, als er Peter Locke bezwang und im Achtelfinale gegen Kevin Spiolek verlor. Er gewann seine größten Titel bei den Australian Grand Masters und dem Einzel des WDF Pacific Cup 1991 und erreichte das Halbfinale der British Open noch im selben Jahr. Im Jahr darauf war er im Doppel des WDF World Cup zusammen mit Wayne Weening erfolgreich. Es war das erste Mal, dass das englische Team, in diesem Jahr bestehend aus John Lowe und Alan Warriner, nicht den Titel erringen konnte, die man im Achtelfinale bezwang.

## Weltmeisterschaftsresultate

### BDO
- 1991: Achtelfinale (1:3-Niederlage gegen  Alan Warriner)
- 1992: Achtelfinale (2:3-Niederlage gegen  Rod Harrington)
- 1993: 1. Runde (1:3-Niederlage gegen  Bobby George)